# Puya reducta
Puya reducta är en gräsväxtart som beskrevs av Lyman Bradford Smith. Puya reducta ingår i släktet Puya och familjen Bromeliaceae. Inga underarter finns listade i Catalogue of Life.